# Riner (Virginia)
Riner es un lugar designado por el censo situado en el condado de Montgomery, Virginia  (Estados Unidos). Según el censo de 2010 tenía una población de 859 habitantes.

## Demografía
Según el censo de 2010, Riner tenía una población en la que el 96,2% eran blancos; el 1,7% afroamericanos; el 0,1% eran indios americanos y nativos de Alaska; el 0,0% eran asiáticos; el 0,0% hawaianos y otros isleños del Pacífico; el 0,0% de otra raza, y el 2,0% a partir de dos o más razas. El 1,6% del total de la población eran hispanos o latinos de cualquier raza.